# Kai Hansen
Kai Michael Hansen (Hamburg, 17. siječnja 1963.) je njemački power metal-gitarist i pjevač. Najpoznatiji kao pjevač i gitarist njemačkih power metal-sastava Helloween i Gamma Ray.

## Životopis
Karijera mu započinje 1978. godine, u sastavu Iron Fist, zajedno s osnivačem i producentom sastava Iron Savior Piet Sielckom. Godine 1984., Hansen i Michael Weikath osnovali su sastav Helloween, u kome je Hansen svirao gitaru i pjevao sve dok Michael Kiske nije preuzeo mikrofon na albumima Keeper of the Seven Keys, Part 1 i Keeper of the Seven Keys, Part 2. Hansen je napustio sastav zbog neslaganja s drugim članovima (Weikath ponajviše). Godine 1988., sa svojim starim prijateljem Ralfom Scheepersom osnovao je power metal sastav Gamma Ray. Hansen se također pridružio Iron Savior kao gitarist 1997. godine, ali ih je napustio poslije par godina da bi se više posvetio Gamma Rayu. Uspio je ostvariti veoma uspješnu karijeru u Gamma Rayu, izdavši četrnaest albuma i svirajući rasprodane koncerte širom svijeta.
Kai je sudjelovao u velikom broju projekata drugih glazbenika. Svirao je gitaru i pjevao na albumima Blind Guardiana Follow the Blind i Tales from the Twilight World. Zajedno s HammerFallom je snimio obradu čuvene Helloween pjesme I Want Out. Također je igrao ulogu patuljka Regrina u rock operi Avantasia Tobiasa Sammeta.
Godine 2005. je sudjelovao na turneji mladog njemačkog speed metal sastava Stormwarrior iz njihovog rodnog Hamburga, pjevajući klasike s prvog Helloween albuma "Walls of Jericho" - omiljeni album i najveći utjecaj Stormwarriora.

## Zanimljivosti
- Rečeno je da je lik iz videoigre "Guilty Gear" "Ky Kiske" dobio ime po Kai Hansenu i Michaelu Kiskeu.

## Diskografija

### Helloween
- Walls of Jericho (1985.)
- Keeper of the Seven Keys, Part 1 (1987.)
- Keeper of the Seven Keys, Part 2 (1988.)
- United Alive in Madrid (2019.)
- Helloween (2021.)

### Iron Savior
- Iron Savior (1997.)
- Unification (1998.)
- Interlude (EP, 1999.)
- Dark Assault (2001.)

### Gamma Ray
- Heading for Tomorrow (1990.)
- Sigh No More (1991.)
- Insanity and Genius (1993.)
- Land of the Free (1995.)
- Alive '95 (1996.)
- Somewhere Out in Space (1997.)
- Power Plant (1999.)
- Blast from the Past (2000.)
- No World Order (2001.)
- Skeletons in the Closet (2003.)
- Majestic (2005.)
- Land of the Free II (2007.)
- To the Metal! (2010.)
- Empire of the Undead (2014.)

## Gostovanja
Kai Hansen je poznat i po gostovanjima na albumima drugih power metal izvedbi.
- S Angrom:
  - Angels Cry - gitarski solo u pjesmi "Never Understand"
  - Temple of Shadows - vokali u pjesmi "The Temple of Hate"
- S Blind Guardianom:
  - Follow the Blind - vokali u pjesmi "Valhalla"
  - Tales from the Twilight World - vokali u pjesmi "Lost in the Twilight Hall", gitarski solo u "The Last Candle"
  - Somewhere Far Beyond - solo gitara u pjesmi "The Quest for Tanelorn"
- S Avantasijom Tobiasa Sammeta:
  - The Metal Opera – kao patuljak Regrin ima pjevačke deonice u pjesmama "Inside" i "Sign of the Cross"
  - The Metal Opera Part II – ponovo preuzima svoju ulogu i pjeva u pjesmama "The Seven Angels" i "Chalice of Agony"
  - The Scarecrow - solo gitara u pjesmi "Shelter from the Rain"
- S Hammerfallom:
  - vokali u pjesmi "I Want Out"
  - pomoćni vokal u pjesmi "Man on the Silver Mountain"
- S Heavenlyjem:
  - Comming from the Sky - vokali u pjesmi "Time Machine"
- Sa Stormwarriorom:
  - Stormwarrior - vokali i gitara u pjesmama "Chains Of Slavery" i "Heavy Metal is the Law"
  - Northern Rage - pomoćni vokali u pjesmi "Heroic Death" te gitarski solo u pjesmi "Welcome Thy Rite"

## Vanjske poveznice
- Gamma Ray, službene stranice
- Helloween, službene stranice